# Graham Jarvis (motorsporter)
Graham Jarvis (Sturry, 21 april 1975) is een Brits endurorijder en trialrijder. Hij rijdt in 2017 voor het fabrieksteam van Husqvarna op een 300TE.

## trial
Jarvis won zijn eerste trial wedstrijd op 10-jarige leeftijd. Hij werd vijf keer Brits kampioen, vier keer winnaar van de Scottish Six Days Trial en negen keer winnaar van de Scott Trial. In het FIM Europees kampioenschap trial werd hij tweede in 1994 en in het FIM Wereldkampioenschap trial was zijn beste prestatie de vierde plaats in de eindklassering van 2001. In de jaren 2002 tot en met 2005 eindigde hij bij de beste tien.